# Jakob Ummel
Jakob Ummel (* 21. Dezember 1895 in Ittigen; † 19. Februar 1992 in Kühlewil) war ein Schweizer Sänger und Komponist von Jodelliedern. Seine bekannteste Tonschöpfung ist das Lied Bärnbiet.

## Leben
Jakob Ummel wuchs als zweitjüngstes von acht Kindern im damals ländlichen Ittigenfeld auf. Das Jodeln erlernte er von seinem Vater, der vom Buchholterberg stammte und als Küher im Eriz und im Emmental und später als Melker und Bauernpächter arbeitete. Sein erstes Jodlerchörli gründete Ummel bereits im Jugendalter. Als aktiver Aare-Wasserfahrer war er 1915 auch einer der Mitbegründer des Jodler-Doppelquartetts Pontonier-Fahrverein Worblaufen. Während seiner Lehrzeit als Former in einer Giesserei trat er an Tanzabenden zusätzlich als Klarinettist auf, um sich einen Batzen für gute Kleider und Schuhe zu verdienen.
1923 heiratete Jakob Ummel seine Partnerin Elsie Gasser. Das Paar liess sich in Bern im Aaregg hoch über der Aare ein kleines Haus bauen. Diesem Zuhause widmete er das Lied Mis brune Hüsli:

«I weiss es bruuns Hüsli am sunnige Rain, dort wohn i mit Lütli, dert bin i daheim. Zum Glück bruuchtes im Läbe ke Rychtum, kei Gäld, wenn gsunt bisch dernäbe u der Frohsinn nid fählt.»

„Ich weiß, das braune Häuslein am sonnigen Feldrain, dort wohne ich mit meinen Leuten, dort bin ich daheim. Zum Glück braucht es im Leben kein Reichtum, kein Geld, wenn du gesund bist und der Frohsinn nicht fehlt.“

Die Weltwirtschaftskrise in den 1930er Jahren drängte ihn dazu, eine sichere Stelle als Tramführer bei der Städtischen Strassenbahn Bern anzunehmen. Dort arbeitete er bis zu seiner Pensionierung, wobei ihm die Einsamkeit in der Natur und der Höck mit seinen Freunden auf dem Land stets viel wichtiger waren als das Treiben in der Stadt.
Seine letzten Jahre verbrachte er im Alters- und Pflegeheim in Kühlewil bei Bern, wo er am 19. Februar 1992 im Alter von 96 Jahren verstarb.

## Musikalisches Schaffen
Zu Beginn des 20. Jahrhunderts waren im Bereich der Volksmusik in der Deutschschweiz Melodien aus Bayern und Tirol hoch im Kurs. Es gab zwar damals schon eine Sammlung an alten, berndeutschen Liedern (Im Röseligarte), trotzdem aber erwachte in Jodlerkreisen ein Bedürfnis nach einem neuen, einheimischen Liedgut. So entstanden die ersten zwei Lieder von Jakob Ummel, Der ledig Bürschel und Der alte Flösser, im Jahr 1923. Ummel entdeckte daraufhin mehr und mehr seine kompositorische Erfindungsgabe, so dass er bereits im Jahr 1926 seine ersten Lieder herausgeben konnte.
Zwischen 1945 und 1970 erschien seine neunteilige Heftreihe Mir Jodellüt für Solo und Duett. Das Gesamtwerk umfasst insgesamt rund 180 Lieder, die noch heute zum Gesangsrepertoire vieler Schweizer Jodlerchöre gehören. Mehrere seiner Tonschöpfungen wurden selbst zu allgemein bekannten Volksliedern, wie etwa Bärnbiet, das sich als «heimliche Nationalhymne des Kantons Bern» etablierte, sowie De Bärge zue oder I bi ne Bueb u tue’s nid guet.